# 短穗草胡椒
短穗草胡椒（学名：Peperomia duclouxii）为胡椒科草胡椒属下的一个种。

## 扩展阅读
- 維基物種上的相關：短穗草胡椒